# Battista Pininfarina
Battista "Pinin" Farina (Cortanze, 2 de novembro de 1893 – Lausanne, 3 de abril de 1966), posteriormente conhecido como Battista Pininfarina, foi um designer de automóveis italiano, e o fundador da companhia Carrozzeria Pinin Farina em 22 de maio de 1930, mais tarde rebatizada como Carrozzeria Pininfarina, um nome associado a muitos carros esportivos famosos, dentre eles a Ferrari.
Em 1961, ele conseguiu autorização para alterar seu sobrenome para Pininfarina, como já era conhecido, mas manteve a letra "f" no logotipo da empresa, conforme seu nome original.
Battista é tio do campeão mundial de Fórmula 1, Giuseppe Farina.

## Início da vida
Battista Farina nasceu em Cortanze, Itália. O décimo de onze filhos, seu apelido, "Pinin" (o mais novo/menor (irmão), em piemontês), referia-se ao fato de ser o bebê da família, e nos anos posteriores também se referia à sua baixa estatura de 1,50 metro. Começou a trabalhar na oficina de seu irmão Giovanni aos 12 anos e foi aí que nasceu o seu interesse por automóveis. Ele permaneceu na Stabilimenti Farina de Giovanni por décadas, aprendendo carroceria e começando a projetar seus próprios carros.

## Carreira
Ele fundou a Carrozzeria Pinin Farina em 1930 para se concentrar no projeto e construção de novas carrocerias e rapidamente ganhou destaque. Apenas a Carrozzeria Touring era mais procurada na década de 1930. Seu trabalho para a Ferrari, começando em 1952, se tornaria o mais famoso, embora grande parte dele fosse administrado por seu filho, Sergio Pininfarina, que dirigiu a empresa até pouco antes de sua morte, em 3 de julho de 2012. Em algum momento do início dos anos 1950, Stabilimenti Farina foi absorvido pela agora muito maior Carrozzeria Pinin Farina.
O último projeto para o qual contribuiu foi o 1600 Duetto para Alfa Romeo com Aldo Brovarone, que estreou no Salão Automóvel de Genebra em março de 1966. Ele morreu menos de um mês depois, em 3 de abril.

## Honras e homônimos
Ele ganhou seu de prêmio de carreira com Compasso d'Oro no Gran Premio nazionale de 1957. Ele foi introduzido no Automotive Hall of Fame em 2004. O carro esportivo totalmente elétrico movido a bateria Pininfarina Battista foi nomeado em sua homenagem.